# Betroka (bướm đêm)
Betroka (bướm đêm) là một chi bướm đêm thuộc họ Ethmiidae.

## Hình ảnh

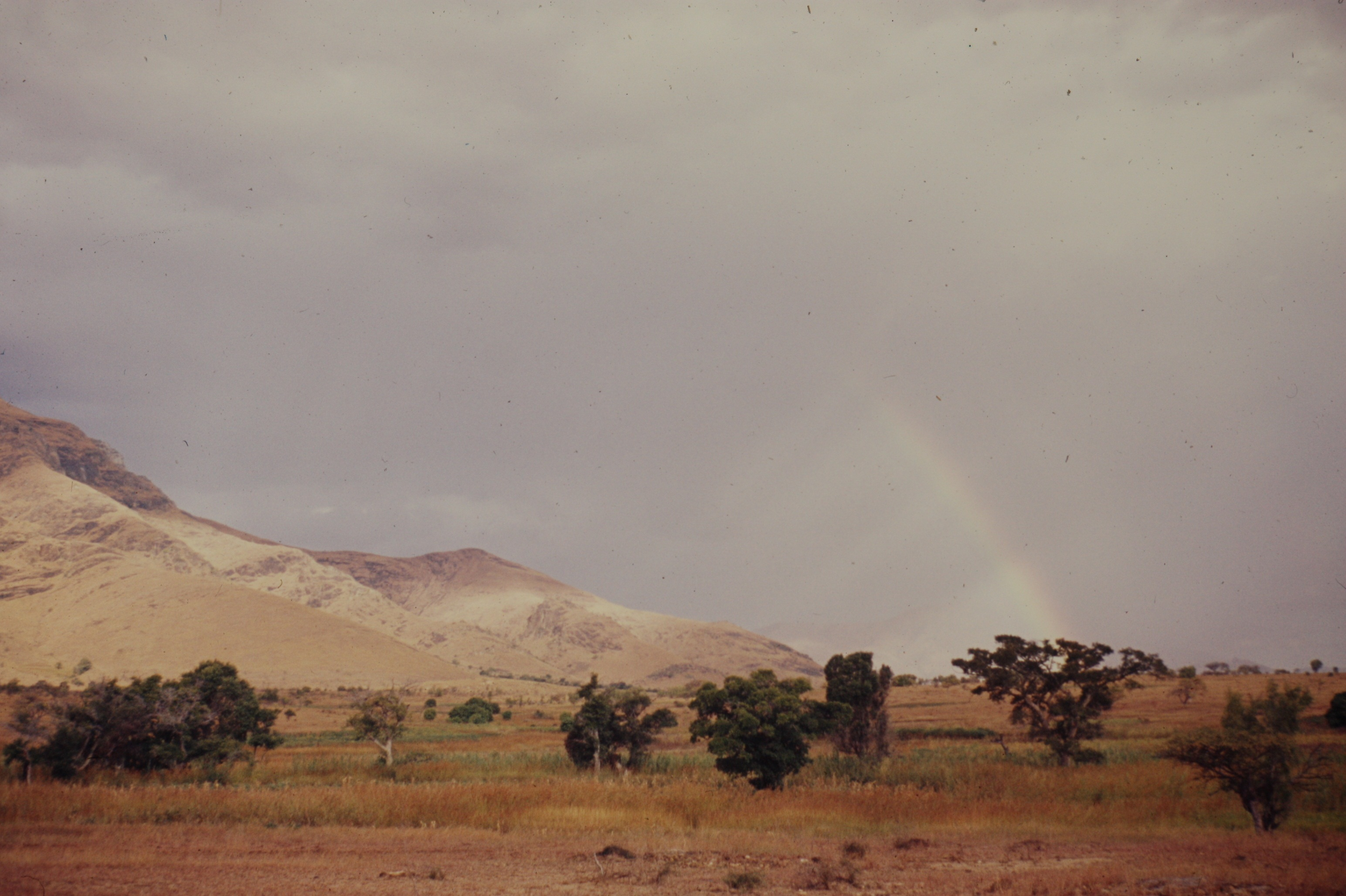